# Crețești (okręg Ilfov)
Crețești – wieś w Rumunii, w okręgu Ilfov, w gminie Vidra. W 2011 roku liczyła 2708 mieszkańców.